# Nyctemera niasana
Nyctemera niasana är en fjärilsart som beskrevs av Swinhoe 1906. Nyctemera niasana ingår i släktet Nyctemera och familjen björnspinnare. Inga underarter finns listade i Catalogue of Life.